# 아나스타시야 푸스토보이토바
아나스타시야 뱌체슬라보브나 푸스토보이토바(러시아어: Анастасия Вячеславовна Пустовойтова, 1981년 2월 10일 ~ )는 러시아의 전직 여자 축구 선수이자 현직 축구 심판이다. 선수 시절 포지션은 수비수였다.

## 선수 경력
체코슬로바키아 예세니크 출신인 아나스타시야 푸스토보이토바는 2000년부터 2003년까지 랴잔 VDV 소속으로 활동했으며 2003년부터 2004년에 은퇴할 때까지 로시얀카 소속으로 활동했다. 2000년에는 랴잔 VDV의 쳄피오나트 로시 포 푸트볼루 스레디 젠신 우승에 기여했다.
1996년부터 1998년까지 러시아 여자 U-19 축구 국가대표팀 선수로 활동했으며 1998년부터 2003년까지 러시아 여자 축구 국가대표팀 선수로 활동했다. 독일에서 개최된 UEFA 여자 유로 2001, 미국에서 개최된 2003년 FIFA 여자 월드컵에 참가했다.

## 심판 경력
아나스타시야 푸스토보이토바는 축구 선수 은퇴를 결정한 이후에 축구 심판으로 활동했으며 2009년에는 국제 축구 연맹(FIFA)으로부터 국제 심판 자격을 취득했다. 2010년·2012년에는 러시아 축구 연합으로부터 올해의 여자 축구 심판상을 수상하는 영예를 안았다.

### FIFA 여자 월드컵
2019년 FIFA 여자 월드컵
- 2019년 6월 12일:  나이지리아 -  대한민국 (A조)
- 2019년 6월 20일:  스웨덴 -  미국 (F조)
- 2019년 7월 6일:  잉글랜드 -  스웨덴 (3위 결정전)

### FIFA U-17 여자 월드컵
2018년 FIFA U-17 여자 월드컵
- 2018년 11월 14일:  조선민주주의인민공화국 -  독일 (C조)
- 2018년 11월 21일:  스페인 -  캐나다 (D조)
- 2018년 11월 28일:  멕시코 -  캐나다 (준결승전)

### UEFA 유럽 여자 축구 선수권 대회
UEFA 여자 유로 2017
- 2017년 7월 22일:  아이슬란드 -  스위스 (C조)

## 사생활
아나스타시야 푸스토보이토바는 2019년 4월에 러시아의 축구 선수 출신 축구 해설자인 예브게니 사빈과 함께 유튜브 채널 크라사바(KraSava)를 개설했다.